# توماس هارتول هورن
توماس هارتول هورن (باللاتينية Thomas Hartwell Horne) ثيولوجي ومكتبي بريطاني ولد في لندن في 1780 وتوفي في 1862. عمل ككاتب لدى محامي وكان يكتب في وقت فراغه. انتمى لتيار ويزلي بداية ثم انضم إلى كنيسة إنكلترا.
كتب أكثر من أربعين من المؤلفات وتعليقات الكتاب المقدس والدفاع عن المسيحية. من أشهر أعماله كتاب من ثلاثة أجزاء (Introduction to the Critical Study and Knowledge of the Holy Scriptures ) طبع في 1818 وانتشر في بريطانيا وشمال أمريكا واشتهر فأعيدت طباعته أكثر من عشر مرات في القرن التاسع عشر. وبسبب قوة عمله سمح له الانضمام للرتب الدينية بدون المتطلبات المعهودة.
كتب أيضا (Tree Full of Bible Lore) وهو نص بشكل شجرة إحصائية عن عدد الكتب والأصحاحات والآيات والكلمات والأحرف للكتاب المقدس.